# Pubblicazione predatoria
Nell'editoria accademica si definisce pubblicazione predatoria (in lingua inglese predatory publishing) un modello di business che prevede la pubblicazione, generalmente open access, di articoli scientifici dietro compenso e/o senza fornire i servizi e il controllo (peer review) tipici di un editore scientifico legittimo.
Il fenomeno prende di mira gli accademici, specialmente ma non esclusivamente nei paesi in via di sviluppo, e le caratteristiche tipiche delle pubblicazioni predatorie sono l'accettazione rapida e senza peer review degli articoli, l'accettazione di bufale e articoli senza senso, la presentazione dei costi di pubblicazione solo dopo l'accettazione degli articoli, il non consentire il ritiro di un articolo dopo l'invio per poter essere pubblicato altrove, il procacciamento attivo di accademici disposti a pubblicare o a far parte del comitato editoriale tramite campagne aggressive, l'indicazione nel comitato editoriale di accademici non esistenti o non consenzienti e il non acconsentire la rimozione dei medesimi da esso, l'imitazione ingannevole di nomi e siti web di riviste legittime, la diffusione di informazioni ingannevoli o false circa il processo editoriale, l'uso improprio degli ISSN e il millantamento di impact factor falsi o non esistenti.
Secondo i dati forniti dagli stessi editori di pubblicazioni sottoposte a revisione paritaria, circa il 2% degli articoli inviati per la revisione sono fasulli e fraudolenti. Al 2024, sono state ritirati 55 000 articoli pubblicati su riviste paritarie e si stima che alcune centinaia di migliaia debbano ancora essere scoperti.

## Storia
Nel luglio 2008, una serie di interviste di Richard Poynder portò attenzione su pratiche commerciali dubbie portate avanti da alcuni nuovi editori,  e il timore per le pratiche di spamming condotte da alcuni attori sul mercato open access ha spinto i principali editori del settore a creare la Open Access Scholarly Publishers Association. Nell'anno successivo l'eticità di alcuni editori open access è stata messa in discussione in relazione a pratiche assimilabili a scam.
Sempre nel 2009, il blog Improbable Research ha evidenziato come alcune riviste del gruppo Scientific Research Publishing ripubblicassero articoli già pubblicati altrove, e la vicenda è stata ripresa da Nature. Nel 2010 Phil Davis, allora grad student alla Cornell University, inviò per la pubblicazione un manoscritto contenente nonsense generato in automatico con SCIgen, che venne accettato per la pubblicazione a pagamento.
Jeffrey Beall, della University of Colorado Denver, osservando la grande quantità di spam che lo invitava a pubblicare su alcune riviste o a entrare a far parte del loro comitato editoriale, ha iniziato una ricerca sugli editori open access che lo ha portato a introdurre l'espressione predatory publishing e a pubblicare nel 2010 una lista di editori considerati predatori, periodicamente aggiornata in seguito. Nel 2012 ha pubblicato dei criteri per caratterizzare l'editoria predatoria e nel febbraio 2013 ha aggiunto un processo che consente agli editori di fare appello contro l'inclusione nella lista. Il lavoro di Beall è stato pubblicato su The Charleston Advisor, Nature e Learned Publishing.
Nel 2013 John Bohannon, uno staff writer della rivista Science, ha inviato a diverse riviste open access un articolo pieno di errori, che studiava un possibile effetto di una sostanza presente in un lichene. Circa il 60% delle riviste, tra le quali il Journal of Natural Pharmaceuticals, hanno accettato l'articolo, mentre il 40%, comprendente le riviste più consolidate, lo hanno rifiutato. L'esperimento è stato tuttavia oggetto di critiche per via della mancanza di peer review dell'esperimento stesso, per la metodologia semplicistica e la mancanza di un gruppo di controllo sperimentale.
L'editoria predatoria si è espansa rapidamente, passando da 53 000 articoli editi nel 2010 a una stima di circa 420 000 nel 2014, pubblicati in circa 8 000 riviste.
Nel 2015 un gruppo di quattro ricercatori ha creato il curriculum di una scienziata fittizia, chiamata Anna O. Szust (oszust significa "frode" in polacco), e hanno inviato domande a suo nome per l'ammissione al comitato editoriale di 360 riviste scientifiche. Le qualifiche di Szust erano palesemente inadatte a un ruolo editoriale, senza nemmeno un articolo pubblicato né esperienza editoriale, e con tutte le pubblicazioni nel suo CV in realtà inesistenti, come erano inesistenti i loro presunti editori. 120 riviste provenivano dalla lista di Beall, e quaranta di esse accettarono la candidatura di Szust senza alcun tipo di verifica, a volte nel giro di pochi giorni o addirittura di poche ore, mentre non ha ricevuto risposte positive dalle riviste del gruppo selezionato in base a un certo standard minimo di qualità editoriale. Otto delle 120 riviste selezionate dal Directory of Open Access Journals (DOAJ) hanno accettato la candidatura di Szust, e diverse di esse sono in seguito state rimosse dal DOAJ, mentre nessuna delle 120 riviste selezionate dal Journal Citation Reports (JCR) ha offerto una posizione a Szust. I risultati sono stati pubblicati su Nature nel marzo 2017, ricevendo ampia copertura mediatica.
Il 25 agosto 2016 la Federal Trade Commission ha avviato un procedimento contro il gruppo OMICS, iMedPub, Conference Series, e contro Srinubabu Gedela, cittadino indiano presidente delle compagnie coinvolte. Nel procedimento sono accusati di "ingannare accademici e ricercatori rispetto alla natura delle pubblicazioni, e nascondere costi di pubblicazione che variano da centinaia a migliaia di dollari". Gli avvocati del gruppo OMICS hanno risposto sul sito web, affermando che le accuse fossero infondate e che la FTC stesse proteggendo gli interessi degli editori non open access.
A seguito della rimozione dal web della lista di Beall, avvenuta nel 2017, furono create altre iniziative simili, tra le quali il CSIR-Structural Engineering Research Center e il gruppo anonimo Stop Predatory Journals. Anche la società privata Cabell's International ha iniziato ad aggiornare una lista bianca e una lista nel proprio sito Web, una società di servizi specializzata nell'analisi delle pubblicazioni accademiche.
Il 18 marzo 2020 compare su American Journal of Biomedical Science & Research l'articolo "Cyllage City COVID-19 Outbreak Linked to Zubat Consumption" di Mattan Schlomi. Tale articolo è volutamente pieno di riferimenti falsi e dati di fantasia allo scopo di testare il sistema di peer review delle riviste predatorie. A pagina 141 è possibile leggere la frase "[...] una rivista che pubblichi questo studio non pratica il peer review e quindi deve essere predatoria". L'autore arriva a correlare l'epidemia di COVID-19 al consumo di carne di Zubat, una specie di Pokémon. Lo stesso Mattan Schlomi (pseudonimo) ha più volte messo alla prova il sistema delle pubblicazioni predatorie con articoli che fanno riferimento a Pokémon fuori contesto.

## La lista di Beall
La lista di Beall ha tentato di individuare probabili editori open access predatori. Nel 2013 Nature riportò che la lista era ampiamente usata da bibliotecari e ricercatori ed elogiata per il lavoro atto ad arginare le pratiche editoriali contrarie all'etica professionale, ma altri hanno anche espresso dubbi o critiche sulla fattibilità di classificare gli editori in maniera binaria tra "affidabili" e "inaffidabili".
Nel 2008, Jeffrey Beall, bibliotecario all'Università del Colorado, rimase insospettito da un elevato numero di e-mail provenienti da fantomatiche riviste che lo invitavano a entrare a far parte del loro comitato editoriale, peraltro piene di errori grammaticali. Iniziò quindi a pubblicare nel proprio blog Scholarly Open Access una lista di editori di contenuti Open Access "accademici, potenziali, possibili o probabili", che al 2011 indicava 16 nominativi e, cinque anni più tardi, ne censiva 923.
Nel 2013, Beall fu minacciato di azioni legali da parte dell'editore canadese Canadian Centre for Science and Education che figurava nella blacklist, e affermò di aver subito molestie online per via del suo lavoro sulla blacklist. La sua lista fu criticata per il fatto di affidarsi pesantemente ad analisi dei siti degli editori e per includere riviste molto giovani ma legittime. Beall rispose alle critiche pubblicando i criteri da lui usati per la sua redazione e creando una procedura per la richiesta di rimozione di editori dalla lista, soggetta a revisione da parte di un comitato anonimo di tre persone, che ad esempio portò alla rimozione di alcune riviste nel 2010.
Nello stesso anno, il gruppo OMICS minacciò di fare causa a Beall chiedendo un miliardo di dollari di risarcimento per l'inclusione nella lista, che fu definita "ridicola, infondata [e] impertinente" e dall'aspetto di "scarsa professionalità e arroganza". Una frase inedita della lettera recitava: "Ci sia consentito di avvisarvi fin dall'inizio che questo è un viaggio molto pericoloso per voi e che vi esporrete completamente a gravi implicazioni legali, inclusi casi penali privi di possibilità di impugnazione in India e negli Stati Uniti". Beall rispose evidenziando come la lettera fosse scritta in un linguaggio povero e dal contenuto intimidatorio, e che fosse un tentativo di distrarre l'attenzione dalla gravità delle pratiche editoriali del gruppo OMICS. Gli avvocati dell'OMICS invocarono l'Information Technology Act vigente in India dal 2000, che vietava l'utilizzo dei mezzi informatici per la pubblicazione di informazioni false, altamente offensive o aventi carattere intimidatorio. La lettera paventava il rischio di una condanna a tre anni di carcere, sebbene un avvocato statunitense avesse confermato che le minacce sembravano una "trovata pubblicitaria" con finalità dissuasive-intimidatorie.
A seguito della pubblicazione dell'articolo Who's Afraid of Peer Review?, il DOAJ rese più stringenti i suoi criteri di inclusione, allo scopo di creare una whitelist, in maniera complementare alla blacklist di Beall. PLoS One, Hindawi e Frontiers Media furono alcune delle più note case editrici che superarono positivamente il test. Le indagini in merito conclusero che il lavoro di Beall era efficace nell'individuare editori dallo scarso controllo qualitativo Tuttavia Lars Bjørnshauge, direttore del DOAJ, stimò che gli editori inaffidabili siano meno dell'1%, contro la stima del 5-10% fatta da Beall. Bjørnshauge sostenne che le associazioni open access come il DOAJ e la Open Access Scholarly Publishers Association dovrebbero assumere un atteggiamento più responsabile riguardo agli editori, fissando una serie di criteri da soddisfare per entrare in una whitelist di editori affidabili.
Alcuni critici hanno bollato la lista come affetta da generalizzazione indiscriminata e priva di prove a supporto, Beall è stato accusato di avere un bias contro le riviste open access edite nei paesi in via di sviluppo e di tentare una divisione binaria tra buoni e cattivi usando criteri non quantificabili e facendo assunzioni valide solo nei Paesi più industrializzati. Alcuni criticano il fatto che sia sbagliato il fatto che una simile lista possa essere mantenuta da una singola persona e alcune analisi critiche sostengono la presenza di incoerenze e raccomandano piuttosto di affidarsi a valutazioni alternative, come quelle del Directory of Open Access Journals (DOAJ). Beall contestò tali opinioni, pubblicando una lettera di risposta nel 2015.
La lista è stata usata dal Department of Higher Education and Training del Sudafrica come fonte per la redazione della sua lista di riviste accreditate, che influisce sui finanziamenti ai ricercatori. ProQuest ha usato la lista per rimuovere gli editori predatori dalla International Bibliography of the Social Sciences.
Il 17 gennaio 2017 Jeffrey Beall rimosse dal web il suo blog e la sua lista di editori predatori (che nel 2016 contava 1155 riviste) a seguito, secondo le dichiarazioni di un portavoce dell'università, di una sua scelta personale. In un op-ed pubblicato su Biochemia Medica poche settimane più tardi, Beall affermò che la decisione fosse motivata da una percepita pressione da parte dell'Università e dalla paura che il suo posto di lavoro presso l'istituzione fosse a rischio. Il suo manager presso la biblioteca universitaria pubblicò una lettera di risposta, negando ogni pressione da parte dell'istituzione e affermando di fare tutto il possibile per difendere la libertà accademica di Beall.

## Contromisure
Uno degli strumenti ritenuti utili per combattere l'editoria predatoria è la trasparenza nei processi di peer-review, come open peer review e post-publication peer review. Alcuni autori sostengono invece che il problema non vada ricondotto alla natura dei processi editoriali tradizionali, ma che si tratti di frode a tutti gli effetti.
Il Committee on Publication Ethics, il DOAJ, la Open Access Scholarly Publishers Association e la World Association of Medical Editors hanno individuato dei principi di trasparenza e delle best practice per combattere le pubblicazioni predatorie. Sono nati diversi siti web, sia crowdsource sia gestiti da esperti, che si occupano di recensire le riviste in base alla qualità dei processi di peer review, alcuni prendendo in considerazione anche riviste non open access, e un gruppo di bibliotecari ed editori ha avviato una campagna informativa per diffondere consapevolezza del problema.
Alcuni autori ritengono che debbano essere rimossi gli incentivi al meccanismo di frode. Tra le altre misure suggerite per combattere il fenomeno, vi sono la necessità di istruire maggiormente i giovani ricercatori sui meccanismi dei processi editoriali, specialmente nei paesi emergenti. Sono state proposte metriche considerate più oggettive e capaci di discernere meglio gli editori in base alla qualità, come il cosiddetto predatory score e altri indicatori positivi o negativi della qualità di un editore. Alcuni critici incoraggiano gli autori a consultare liste di riviste revisionate da esperti del settore.
Uno studio recente mostra come alcune delle riviste della lista di Beall siano anche incluse in liste di riviste utilizzate per la valutazione accademica e ritenute (spesso a torto) liste "bianche". Una contromisura aggiuntiva è quindi quella di evitare di considerare liste "bianche" che bianche non sono. Lo stesso studio mostra anche come la qualità dei valutatori influisce sulla probabilità di promozione degli autori che pubblicano le loro ricerche sulle riviste predatorie.
Secondo l'esperto di bioetica Arthur Caplan l'editoria predatoria, insieme alla falsificazione dei dati e al plagio, contribuisce a erodere la fiducia dell'opinione pubblica verso la scienza e mina al supporto popolare per l'adozione di evidence-based policy.